# Dusa Lajos
Dusa Lajos (Debrecen, 1948. augusztus 1.) magyar költő, könyvtáros.

## Élete
Dusa Lőrinc és Éles Erzsébet gyermekeként született.
1981-ben végzett a Debreceni Tanítóképző Főiskola népművelés-könyvtár szakán.
Fizikai munkás, ügyintéző, térmester és Hajdúnánáson művészeti előadóként dolgozott. 1978-1981 között a szamosszegi művelődési ház igazgatója volt. 1982-1993 között Debrecenben könyvtáros volt. 1994-2007 között a hajdúhadházi Földi János Városi Könyvtár igazgatója volt.

## Művei
- Szignál (társszerző, 1983)
- Küszöbök (társszerző, 1986)
- Nagy, lelassított pillanat (1987-1992)
- Április ez még! (1987)
- Jó hazát (társszerző, 1988)
- Képek és képek (Burai Istvánnal, 1994)
- Egyetlen idő (társszerző, 1997)
- Pentaton (2002)
- Veled áldjon az este. Szerelmes versek; Felsőmagyarország, Miskolc, 2007

## Díjai
- A Kilencek Díja (1984)

## Külső hivatkozások
- Ki kicsoda a magyar haiku világában?
- Kortárs magyar írók